# 曼丹人
曼丹人是平原印第安人中的一個美洲原住民部落，他们主要居住於美國北达科他州。大约一半的曼丹人居住在保留区；其余的居住在美国和加拿大其他地方。他們的語言是曼丹语。
18世纪初，曼丹人口为3600人。在欧洲人來到美洲前，曼丹人人口估计為10,000-15,000。 1781年，由于爆發天花，一些人不得不背井離鄉。 1836 年，曼丹人人口為1,600 ，但随着1836-37 年天花疫情死灰復燃，截至1838年，曼丹人人口降至125。
20世纪，曼丹人人口開始復甦。截至1990年代，曼丹人人口達到6,000人。 
根據2010年美國人口普查，全美國有1,171人有曼丹人血统。其中约365人是純種曼丹人，806人具有部分曼丹人血统。 